# 와선
와선(渦線, 蝸線, spiral 스파이럴[*])은 한 점을 중심으로 감기는 듯한 부드러운 곡선으로 원점을 중심으로 멀어지면서 회전하는 곡선이다. 소용돌이나 달팽이의 모양과 비슷하다. 나팔꽃과 같은 형태의 다른 나선(Helix)와 종종 혼동된다. 다른 표현으로는 달팽이나선 등이 있다.

아르키메데스 와선 {\displaystyle r=a+b\cdot \theta }
오일러 와선
페르마 와선 {\displaystyle r=\theta ^{1/2}}
쌍곡와선 {\displaystyle r=a/\theta }
리투스 {\displaystyle r=\theta ^{-1/2}}
대수와선 {\displaystyle r=a\cdot e^{b\theta }}
테오도루스 와선
신개선(검은색)은 아르키메데스 와선(붉은색)과 비슷해 보이지만 동일하지 않다.

## 같이 보기
- 동심원
- DNA
- 피보나치 수
- 몰타의 거석 신전
- 트리스켈리온